# Depotbataillon
Das Depotbataillon war Teil eines Infanterie-Regiments. Es beinhaltete den nicht mobilen Teil der Infanterie und war für die Vorbildung der Ersatzmannschaft in Kriegszeiten, für die Waffenübungen der Urlauber sowie für die Instandhaltung der Vorräte zuständig.
Die Bataillone wurde im Königreich Preußen bereits 1788 errichtet, sie bestanden aber auch in anderen Armeen.